# Sezonul de Formula 1 din 1965
Sezonul de Formula 1 din 1965 a fost cel de-al 19-lea sezon al curselor auto de Formula 1 FIA. A inclus cea de-a 16-a ediție a Campionatului Mondial al Piloților și a 8-a ediție a Cupei Internaționale pentru Constructorii de F1. Sezonul a fost disputat pe parcursul a zece curse, începând cu Marele Premiu al Africii de Sud pe 1 ianuarie și terminându-se cu Marele Premiu al Mexicului pe 24 octombrie. În 1965 s-au desfășurat și șapte curse care nu au făcut parte din campionat.
Jim Clark  a câștigat titlul la piloți pentru a doua și ultima oară în cariera sa. Lotus-Climax, echipa sa, a devenit campioana la constructori. Al doilea campionat al lui Clark a inclus șase victorii consecutive întrerupte doar de absența la Monaco în timp ce el era în deplasare câștigând Indianapolis 500. Jackie Stewart a terminat pe locul al treilea în campionat în sezonul său de debut, iar Richie Ginther a câștigat singurul său și primul Mare Premiu al lui Honda în cursa finală a formulei de 1,5 litri.

## Piloții și echipele înscrise în campionat
Următorii piloți și constructori au participat în Campionatul Mondial al Piloților din 1965 și în Cupa Internațională a Constructorilor de F1 din 1965.
| Imagine              | Concurent                                             | Constructor  | Motor                                   | Șasiu    | Pneu | Piloți              | Piloți          |
| -------------------- | ----------------------------------------------------- | ------------ | --------------------------------------- | -------- | ---- | ------------------- | --------------- |
| Imagine              | Concurent                                             | Constructor  | Motor                                   | Șasiu    | Pneu | Numele pilotului    | Etape           |
| Alfa Special Special | Otelle Nucci                                          | Alfa Special | Alfa Romeo Giulietta 1,5 L4             | Special  | D    | Peter de Klerk      | 1               |
|                      | Otelle Nucci                                          | LDS          | Climax FPF 1,5 L4                       | Mk 2     | D    | Doug Serrurier      | 1               |
| Brabham BT11         | Brabham Racing Organisation                           | Brabham      | Climax FWMV 1,5 V8                      | BT7 BT11 | G    | Jack Brabham        | 1–3, 5, 7, 9–10 |
| Brabham BT11         | Brabham Racing Organisation                           | Brabham      | Climax FWMV 1,5 V8                      | BT7 BT11 | G    | Dan Gurney          | 1, 3–10         |
| Brabham BT11         | Brabham Racing Organisation                           | Brabham      | Climax FWMV 1,5 V8                      | BT7 BT11 | G    | Denny Hulme         | 2, 4–8          |
| Brabham BT11         | Brabham Racing Organisation                           | Brabham      | Climax FWMV 1,5 V8                      | BT7 BT11 | G    | Giancarlo Baghetti  | 8               |
| BRM P261             | Owen Racing Organisation                              | BRM          | BRM P56 1,5 V8                          | P261     | D    | Graham Hill         | Toate           |
| BRM P261             | Owen Racing Organisation                              | BRM          | BRM P56 1,5 V8                          | P261     | D    | Jackie Stewart      | Toate           |
| Cooper T77           | Cooper Car Company                                    | Cooper       | Climax FWMV 1,5 V8                      | T77 T73  | D    | Bruce McLaren       | Toate           |
| Cooper T77           | Cooper Car Company                                    | Cooper       | Climax FWMV 1,5 V8                      | T77 T73  | D    | Jochen Rindt        | Toate           |
| Ferrari 1512         | Scuderia Ferrari SpA SEFAC North American Racing Team | Ferrari      | Ferrari 205B 1,5 V8 Ferrari 207 1,5 F12 | 158 1512 | D    | John Surtees        | 1–8             |
| Ferrari 1512         | Scuderia Ferrari SpA SEFAC North American Racing Team | Ferrari      | Ferrari 205B 1,5 V8 Ferrari 207 1,5 F12 | 158 1512 | D    | Lorenzo Bandini     | Toate           |
| Ferrari 1512         | Scuderia Ferrari SpA SEFAC North American Racing Team | Ferrari      | Ferrari 205B 1,5 V8 Ferrari 207 1,5 F12 | 158 1512 | D    | Nino Vaccarella     | 8               |
| Ferrari 1512         | Scuderia Ferrari SpA SEFAC North American Racing Team | Ferrari      | Ferrari 205B 1,5 V8 Ferrari 207 1,5 F12 | 158 1512 | D    | Pedro Rodríguez     | 9–10            |
| Ferrari 1512         | Scuderia Ferrari SpA SEFAC North American Racing Team | Ferrari      | Ferrari 205B 1,5 V8 Ferrari 207 1,5 F12 | 158 1512 | D    | Bob Bondurant       | 9               |
| Ferrari 1512         | Scuderia Ferrari SpA SEFAC North American Racing Team | Ferrari      | Ferrari 205B 1,5 V8 Ferrari 207 1,5 F12 | 158 1512 | D    | Ludovico Scarfiotti | 10              |
| Honda RA272          | Honda R & D Company                                   | Honda        | Honda RA272E 1,5 V12                    | RA272    | G    | Ronnie Bucknum      | 2–4, 8–10       |
| Honda RA272          | Honda R & D Company                                   | Honda        | Honda RA272E 1,5 V12                    | RA272    | G    | Richie Ginther      | 2–6, 8–10       |
| LDS Mk 1             | Sam Tingle                                            | LDS          | Alfa Romeo Giulietta 1,5 L4             | Mk 1     | D    | Sam Tingle          | 1               |
| LDS Mk 1             | Jackie Pretorius                                      | LDS          | Alfa Romeo Giulietta 1,5 L4             | Mk 1     | D    | Jackie Pretorius    | 1               |
| Lotus 33             | Team Lotus                                            | Lotus        | Climax FWMV 1,5 V8                      | 33 25    | D    | Jim Clark           | 1, 3–10         |
| Lotus 33             | Team Lotus                                            | Lotus        | Climax FWMV 1,5 V8                      | 33 25    | D    | Mike Spence         | 1, 3–10         |
| Lotus 33             | Team Lotus                                            | Lotus        | Climax FWMV 1,5 V8                      | 33 25    | D    | Gerhard Mitter      | 7               |
| Lotus 33             | Team Lotus                                            | Lotus        | Climax FWMV 1,5 V8                      | 33 25    | D    | Geki                | 8               |
| Lotus 33             | Team Lotus                                            | Lotus        | Climax FWMV 1,5 V8                      | 33 25    | D    | Moisés Solana       | 9–10            |

Echipele private care nu și-au construit propriul șasiu și au folosit șasiurile constructorilor existenți sunt arătate mai jos.
| Concurent                 | Constructor afiliat | Motor              | Șasiu  | Pneu | Piloți             | Piloți    |
| ------------------------- | ------------------- | ------------------ | ------ | ---- | ------------------ | --------- |
| Concurent                 | Constructor afiliat | Motor              | Șasiu  | Pneu | Numele pilotului   | Etape     |
| R.R.C. Walker Racing Team | Brabham             | Climax FWMV 1,5 V8 | BT7    | D    | Jo Bonnier         | Toate     |
| R.R.C. Walker Racing Team | Brabham             | BRM P56 1,5 V8     | BT11   | D    | Jo Siffert         | Toate     |
| DW Racing Enterprises     | Brabham             | Climax FWMV 1,5 V8 | BT11   | D    | Bob Anderson       | 1–7       |
| DW Racing Enterprises     | Lotus               | Climax FWMV 1,5 V8 | 33     | D    | Paul Hawkins       | 2, 7      |
| Reg Parnell Racing        | Lotus               | BRM P56 1,5 V8     | 25 33  | D    | Tony Maggs         | 1         |
| Reg Parnell Racing        | Lotus               | BRM P56 1,5 V8     | 25 33  | D    | Richard Attwood    | 2–3, 5–10 |
| Reg Parnell Racing        | Lotus               | BRM P56 1,5 V8     | 25 33  | D    | Mike Hailwood      | 2         |
| Reg Parnell Racing        | Lotus               | BRM P56 1,5 V8     | 25 33  | D    | Innes Ireland      | 3–6, 8–10 |
| Reg Parnell Racing        | Lotus               | BRM P56 1,5 V8     | 25 33  | D    | Chris Amon         | 4, 7      |
| Reg Parnell Racing        | Lotus               | BRM P56 1,5 V8     | 25 33  | D    | Bob Bondurant      | 10        |
| John Willment Automobiles | Brabham             | BRM P56 1,5 V8     | BT11   | D    | Frank Gardner      | 1–3, 5–8  |
| John Willment Automobiles | Brabham             | Ford 109E 1,5 L4   | BT10   | D    | Paul Hawkins       | 1         |
| John Love                 | Cooper              | Climax FPF 1,5 L4  | T55    | D    | John Love          | 1         |
| David Prophet             | Brabham             | Ford 109E 1,5 L4   | BT10   | D    | David Prophet      | 1         |
| Lawson Organisation       | Lotus               | Climax FPF 1,5 L4  | 21     | D    | Ernie Pieterse     | 1         |
| Scuderia Scribante        | Lotus               | Climax FPF 1,5 L4  | 21     | D    | Neville Lederle    | 1         |
| Clive Puzey Motors        | Lotus               | Climax FPF 1,5 L4  | 18/21  | D    | Clive Puzey        | 1         |
| Ted Lanfear               | Lotus               | Ford 109E 1,5 L4   | 22     | D    | Brausch Niemann    | 1         |
| Trevor Blokdyk            | Cooper              | Ford 109E 1,5 L4   | T59    | D    | Trevor Blokdyk     | 1         |
| Ecurie Tomahawk           | Lotus               | Ford 109E 1,5 L4   | 20     | D    | Dave Charlton      | 1         |
| Scuderia Centro Sud       | BRM                 | BRM P56 1,5 V8     | P57    | D    | Lucien Bianchi     | 3         |
| Scuderia Centro Sud       | BRM                 | BRM P56 1,5 V8     | P57    | D    | Willy Mairesse     | 3         |
| Scuderia Centro Sud       | BRM                 | BRM P56 1,5 V8     | P57    | D    | Masten Gregory     | 3, 5, 7–8 |
| Scuderia Centro Sud       | BRM                 | BRM P56 1,5 V8     | P57    | D    | Roberto Bussinello | 7–8       |
| Scuderia Centro Sud       | BRM                 | BRM P56 1,5 V8     | P57    | D    | Giorgio Bassi      | 8         |
| Bob Gerard Racing         | Cooper              | Climax FWMV 1,5 V8 | T60    | D    | John Rhodes        | 5         |
| Bob Gerard Racing         | Cooper              | Ford 109E 1,5 L4   | T71/73 | D    | Alan Rollinson     | 5         |
| Ian Raby Racing           | Brabham             | BRM P56 1,5 V8     | BT3    | D    | Ian Raby           | 5, 7      |
| Ian Raby Racing           | Brabham             | BRM P56 1,5 V8     | BT3    | D    | Chris Amon         | 5         |
| Brian Gubby               | Lotus               | Climax FWMV 1,5 V8 | 24     | D    | Brian Gubby        | 5         |

## Calendar
Următoarele zece Mari Premii au avut loc în 1965.
| 1.                                          | 2.                                           | 3.                                  | 4.                                     |
| ------------------------------------------- | -------------------------------------------- | ----------------------------------- | -------------------------------------- |
| Marele Premiu al Africii de Sud 1 ianuarie  | Marele Premiu al Principatului Monaco 30 mai | Marele Premiu al Belgiei 13 iunie   | Marele Premiu al Franței 27 iunie      |
| Prince George (P)                           | Monaco (S)                                   | Spa-Francorchamps (S)               | Charade (S)                            |
| 5.                                          | 6.                                           | 7.                                  | 8.                                     |
| Marele Premiu al Marii Britanii 10 iulie    | Marele Premiu al Țărilor de Jos 18 iulie     | Marele Premiu al Germaniei 1 august | Marele Premiu al Italiei 12 septembrie |
| Silverstone (P)                             | Zandvoort (P)                                | Nürburgring (P)                     | Monza (P)                              |
| 9.                                          | 10.                                          |                                     |                                        |
| Marele Premiu al Statelor Unite 3 octombrie | Marele Premiu al Mexicului 24 octombrie      |                                     |                                        |
| Watkins Glen (P)                            | Magdalena Mixhuca (P)                        |                                     |                                        |
| (P) - pistă; (S) - stradă.                  |                                              |                                     |                                        |

## Rezultate și clasamente

### Marile Premii
| Etapa | Mare Premiu                           | Pole position | Cel mai rapid tur | Pilotul câștigător | Constructorul câștigător | Pneu | Lider | Lider |
| Etapa | Mare Premiu                           | Pole position | Cel mai rapid tur | Pilotul câștigător | Constructorul câștigător | Pneu | Pilot | Dif.  |
| ----- | ------------------------------------- | ------------- | ----------------- | ------------------ | ------------------------ | ---- | ----- | ----- |
| 1     | Marele Premiu al Africii de Sud       | Jim Clark     | Jim Clark         | Jim Clark          | Lotus-Climax             | D    | CLA   | 3     |
| 2     | Marele Premiu al Principatului Monaco | Graham Hill   | Graham Hill       | Graham Hill        | BRM                      | D    | HIL   | 4     |
| 3     | Marele Premiu al Belgiei              | Graham Hill   | Jim Clark         | Jim Clark          | Lotus-Climax             | D    | CLA   | 3     |
| 4     | Marele Premiu al Franței              | Jim Clark     | Jim Clark         | Jim Clark          | Lotus-Climax             | D    | CLA   | 10    |
| 5     | Marele Premiu al Marii Britanii       | Jim Clark     | Graham Hill       | Jim Clark          | Lotus-Climax             | D    | CLA   | 13    |
| 6     | Marele Premiu al Țărilor de Jos       | Graham Hill   | Jim Clark         | Jim Clark          | Lotus-Climax             | D    | CLA   | 19    |
| 7     | Marele Premiu al Germaniei            | Jim Clark     | Jim Clark         | Jim Clark          | Lotus-Climax             | D    | CLA   | 24    |
| 8     | Marele Premiu al Italiei              | Jim Clark     | Jim Clark         | Jackie Stewart     | BRM                      | D    | CLA   | 20    |
| 9     | Marele Premiu al Statelor Unite       | Graham Hill   | Graham Hill       | Graham Hill        | BRM                      | D    | CLA   | 14    |
| 10    | Marele Premiu al Mexicului            | Jim Clark     | Dan Gurney        | Richie Ginther     | Honda                    | G    | CLA   | 14    |

### Clasament Campionatul Mondial al Piloților
Punctele au fost acordate pe o bază de 9–6–4–3–2–1 primilor șase clasați în fiecare cursă. Doar cele mai bune șase rezultate au fost luate în considerare pentru Campionatul Mondial. FIA nu a acordat o clasificare în campionat acelor piloți care nu au obținut puncte.
| Poz. | Pilot               | ZAF  | MCO  | BEL  | FRA  | GBR | NLD  | DEU  | ITA   | USA  | MEX | Puncte  |
| ---- | ------------------- | ---- | ---- | ---- | ---- | --- | ---- | ---- | ----- | ---- | --- | ------- |
| 1    | Jim Clark           | 1P R |      | 1R   | 1P R | 1P  | 1R   | 1P R | 10P R | Ab   | AbP | 54      |
| 2    | Graham Hill         | 3    | 1P R | (5)P | (5)  | 2R  | (4)P | 2    | 2     | 1P R | Ab  | 40 (47) |
| 3    | Jackie Stewart      | (6)  | 3    | 2    | 2    | 5   | 2    | Ab   | 1     | Ab   | Ab  | 33 (34) |
| 4    | Dan Gurney          | Ab   |      | 10   | Ab   | 6   | 3    | 3    | 3     | 2    | 2R  | 25      |
| 5    | John Surtees        | 2    | 4    | Ab   | 3    | 3   | 7    | Ab   | Ab    |      |     | 17      |
| 6    | Lorenzo Bandini     | 15   | 2    | 9    | 8    | Ab  | 9    | 6    | 4     | 4    | 8   | 13      |
| 7    | Richie Ginther      |      | Ab   | 6    | Ab   | Ab  | 6    |      | 14    | 7    | 1   | 11      |
| 8    | Mike Spence         | 4    |      | 7    | 7    | 4   | 8    | Ab   | 11    | Ab   | 3   | 10      |
| =    | Bruce McLaren       | 5    | 5    | 3    | Ab   | 10  | Ab   | Ab   | 5     | Ab   | Ab  | 10      |
| 10   | Jack Brabham        | 8    | Ab   | 4    |      | NS  |      | 5    |       | 3    | Ab  | 9       |
| 11   | Denny Hulme         |      | 8    |      | 4    | Ab  | 5    | Ab   | Ab    |      |     | 5       |
| =    | Jo Siffert          | 7    | 6    | 8    | 6    | 9   | 13   | Ab   | Ab    | 11   | 4   | 5       |
| 13   | Jochen Rindt        | Ab   | NSC  | 11   | Ab   | 14  | Ab   | 4    | 8     | 6    | Ab  | 4       |
| 14   | Pedro Rodríguez     |      |      |      |      |     |      |      |       | 5    | 7   | 2       |
| =    | Ronnie Bucknum      |      | Ab   | Ab   | Ab   |     |      |      | Ab    | 13   | 5   | 2       |
| =    | Richard Attwood     |      | Ab   | 14   |      | 13  | 12   | Ab   | 6     | 10   | 6   | 2       |
| —    | Jo Bonnier          | Ab   | 7    | Ab   | Ab   | 7   | Ab   | 7    | 7     | 8    | Ab  | 0       |
| —    | Frank Gardner       | 12   | Ab   | Ab   |      | 8   | 11   | Ab   | Ab    |      |     | 0       |
| —    | Masten Gregory      |      |      | Ab   |      | 12  |      | 8    | Ab    |      |     | 0       |
| —    | Bob Anderson        | NC   | 9    | NS   | 9    | Ab  | Ab   | NS   |       |      |     | 0       |
| —    | Innes Ireland       |      |      | 13   | Ab   | Ab  | 10   |      | 9     | Ab   | NS  | 0       |
| —    | Paul Hawkins        | 9    | 10   |      |      |     |      | Ab   |       |      |     | 0       |
| —    | Bob Bondurant       |      |      |      |      |     |      |      |       | 9    | Ab  | 0       |
| —    | Peter de Klerk      | 10   |      |      |      |     |      |      |       |      |     | 0       |
| —    | Tony Maggs          | 11   |      |      |      |     |      |      |       |      |     | 0       |
| —    | Ian Raby            |      |      |      |      | 11  |      | NSC  |       |      |     | 0       |
| —    | Moisés Solana       |      |      |      |      |     |      |      |       | 12   | Ab  | 0       |
| —    | Lucien Bianchi      |      |      | 12   |      |     |      |      |       |      |     | 0       |
| —    | Nino Vaccarella     |      |      |      |      |     |      |      | 12    |      |     | 0       |
| —    | Sam Tingle          | 13   |      |      |      |     |      |      |       |      |     | 0       |
| —    | Roberto Bussinello  |      |      |      |      |     |      | NSC  | 13    |      |     | 0       |
| —    | David Prophet       | 14   |      |      |      |     |      |      |       |      |     | 0       |
| —    | Chris Amon          |      |      |      | Ab   | NS  |      | Ab   |       |      |     | 0       |
| —    | John Love           | Ab   |      |      |      |     |      |      |       |      |     | 0       |
| —    | Mike Hailwood       |      | Ab   |      |      |     |      |      |       |      |     | 0       |
| —    | John Rhodes         |      |      |      |      | Ab  |      |      |       |      |     | 0       |
| —    | Gerhard Mitter      |      |      |      |      |     |      | Ab   |       |      |     | 0       |
| —    | Giancarlo Baghetti  |      |      |      |      |     |      |      | Ab    |      |     | 0       |
| —    | Geki                |      |      |      |      |     |      |      | Ab    |      |     | 0       |
| —    | Giorgio Bassi       |      |      |      |      |     |      |      | Ab    |      |     | 0       |
| —    | Willy Mairesse      |      |      | NS   |      |     |      |      |       |      |     | 0       |
| —    | Alan Rollinson      |      |      |      |      | NS  |      |      |       |      |     | 0       |
| —    | Ludovico Scarfiotti |      |      |      |      |     |      |      |       |      | NS  | 0       |
| —    | Trevor Blokdyk      | NSC  |      |      |      |     |      |      |       |      |     | 0       |
| —    | Doug Serrurier      | NSC  |      |      |      |     |      |      |       |      |     | 0       |
| —    | Neville Lederle     | NSC  |      |      |      |     |      |      |       |      |     | 0       |
| —    | Brausch Niemann     | NSC  |      |      |      |     |      |      |       |      |     | 0       |
| —    | Ernie Pieterse      | NSC  |      |      |      |     |      |      |       |      |     | 0       |
| —    | Brian Gubby         |      |      |      |      | NSC |      |      |       |      |     | 0       |
| —    | Jackie Pretorius    | NSPC |      |      |      |     |      |      |       |      |     | 0       |
| —    | Clive Puzey         | NSPC |      |      |      |     |      |      |       |      |     | 0       |
| —    | Dave Charlton       | NSPC |      |      |      |     |      |      |       |      |     | 0       |
| Poz. | Pilot               | ZAF  | MCO  | BEL  | FRA  | GBR | NLD  | DEU  | ITA   | USA  | MEX | Puncte  |

| Legendă      | Legendă                                            |
| Culoare      | Rezultat                                           |
| ------------ | -------------------------------------------------- |
| Auriu        | Câștigător                                         |
| Argintiu     | Locul 2                                            |
| Bronz        | Locul 3                                            |
| Verde        | Alte locuri care punctează                         |
| Albastru     | Alte locuri                                        |
| Albastru     | Nu s-a clasat, dar a terminat cursa (NC)           |
| Purpuriu     | A abandonat cursa (Ab)                             |
| Negru        | Descalificat (DSC)                                 |
| Alb          | Nu a luat startul (NS)                             |
| Roșu         | Nu s-a calificat (NSC)                             |
| Roșu         | Nu s-a precalificat (NSPC)                         |
| Fără culoare | Retras înainte de calificări (Ret)                 |
| Fără culoare | Exclus (EX)                                        |
| Fără culoare | Nu a participat (celulă goală)                     |
| Adnotare     | Însemnătate                                        |
| P            | Pole position                                      |
| R            | Cel mai rapid tur                                  |
| (6)          | Rezultatul nu a fost luat în considerare pentru CM |

### Clasament Cupa Internațională pentru Constructorii de F1
Punctele au fost acordate pe o bază de 9–6–4–3–2–1 primilor șase clasați în fiecare cursă, dar numai primei mașini care a terminat pentru fiecare constructor. Doar cele mai bune șase rezultate au fost luate în considerare pentru Cupa Internațională.
| Poz. | Constructor             | ZAF | MCO | BEL | FRA | GBR | NLD | DEU | ITA | USA | MEX | Puncte  |
| ---- | ----------------------- | --- | --- | --- | --- | --- | --- | --- | --- | --- | --- | ------- |
| 1    | Lotus-Climax            | 1   | 10  | 1   | 1   | 1   | 1   | 1   | 10  | 12  | (3) | 54 (58) |
| 2    | BRM                     | (3) | 1   | 2   | 2   | 2   | (2) | (2) | 1   | 1   | Ab  | 45 (61) |
| 3    | Brabham-Climax          | 8   | 7   | 4   | (4) | (6) | 3   | 3   | 3   | 2   | 2   | 27 (31) |
| 4    | Ferrari                 | 2   | 2   | 9   | 3   | 3   | 7   | (6) | 4   | 4   | 7   | 26 (27) |
| 5    | Cooper-Climax           | 5   | 5   | 3   | Ab  | 10  | Ab  | 4   | 5   | 6   | Ab  | 14      |
| 6    | Honda                   |     | Ab  | 6   | Ab  | Ab  | 6   |     | 14  | 7   | 1   | 11      |
| 7    | Brabham-BRM             | 7   | 6   | 8   | 6   | 8   | 11  | Ab  | Ab  | 11  | 4   | 5       |
| 8    | Lotus-BRM               | 11  | Ab  | 13  | Ab  | 13  | 10  | Ab  | 6   | 10  | 6   | 2       |
| —    | Brabham-Ford            | 9   |     |     |     |     |     |     |     |     |     | 0       |
| —    | Alfa Special-Alfa Romeo | 10  |     |     |     |     |     |     |     |     |     | 0       |
| —    | LDS-Alfa Romeo          | 13  |     |     |     |     |     |     |     |     |     | 0       |
| —    | Cooper-Ford             | NSC |     |     |     | NS  |     |     |     |     |     | 0       |
| —    | LDS-Climax              | NSC |     |     |     |     |     |     |     |     |     | 0       |
| —    | Lotus-Ford              | NSC |     |     |     |     |     |     |     |     |     | 0       |
| Poz. | Constructor             | ZAF | MCO | BEL | FRA | GBR | NLD | DEU | ITA | USA | MEX | Puncte  |

## Curse non-campionat
În sezonul din 1965, au fost organizate și șapte curse care nu au făcut parte din Campionatul Mondial. Ultima dintre ele, Marele Premiu al Randului din 1965, a fost prima cursă de Formula 1 pentru mașini cu motoare de 3 litri.
| Numele cursei                   | Circuit      | Data        | Pilotul câștigător | Constructor    |
| ------------------------------- | ------------ | ----------- | ------------------ | -------------- |
| Trofeul Cape South Easter II    | Killarney    | 9 ianuarie  | Paul Hawkins       | Brabham-Climax |
| Cursa Campionilor I             | Brands Hatch | 13 martie   | Mike Spence        | Lotus-Climax   |
| Gran Premio di Siracusa XIV     | Siracuza     | 4 aprilie   | Jim Clark          | Lotus-Climax   |
| Trofeul Sunday Mirror I         | Goodwood     | 19 aprilie  | Jim Clark          | Lotus-Climax   |
| Trofeul Internațional BRDC XVII | Silverstone  | 15 mai      | Jackie Stewart     | BRM            |
| Marele Premiu al Mediteranei IV | Pergusa      | 15 august   | Jo Siffert         | Brabham-BRM    |
| Marele Premiu al Randului VIII  | Kyalami      | 4 decembrie | Jack Brabham       | Brabham-Climax |